# اسقف وینچستر
اسقف وینچستر (انگلیسی: Bishop of Winchester) اسقف اسقف‌نشین وینچستر در کلیسای انگلستان است. محل اسقف (کاتدرا) در کلیسای جامع وینچستر در همپشر است.